# Asesinato de Asra Panahi
El 12 de octubre de 2022, la adolescente iraní Asra Panahi (en persa: اسراء پناهی, nacida el 5 de marzo de 2007) fue asesinada a golpes durante las protestas de Mahsa Amini en la ciudad de Ardabil. Estaba entre un grupo de estudiantes de Shahed Girls High School que, según informes, se negaron a participar en una manifestación progubernamental y a cantar la canción "Salam Farmandeh". Según los informes, los estudiantes fueron golpeados por fuerzas de seguridad vestidos de civil convocadas a la escuela. Panahi murió en el hospital Fatemi de Ardabil tras sufrir heridas graves.

## Víctima
Asra Panahi (en persa: اسراء پناهی, 5 de marzo de 2007 - 12 de octubre de 2022) fue una adolescente iraní. ella Nació en Ardabil, Irán. ella Nació el 5 de marzo de 2007. Era de etnia azerbaiyana.
Panahi era conocida como nadadora y en la natación estilo libre femenina de Azerbaiyán (Copa de Azerbaiyán 2017) los días 28 y 29 de noviembre de 2018, logró el tercer lugar (bronce) en los 50 y 100 m estilo libre y logró el tercer lugar (bronce) en la prueba individual (grupo de edad de 11 a 12 años) y natación estilo libre por equipos (grupo de edad de 11 a 12 años) en la prueba de 4 x 50 metros. Estas competiciones se celebraron en la piscina Abadgaran de Tabriz.
Panahi también fue seleccionada como la mejor nadadora en el grupo de menores de 12 años en la liga de natación femenina de la provincia de Azerbaiyán Oriental en 2017. En septiembre de 2018, participó como representante de la provincia de Azerbaiyán Oriental en los Juegos Olímpicos de los mejores talentos de natación de Irán. , y en el grupo de 13 a 14 años, alcanzó el sexto lugar del país en la natación de 50 metros espalda.

## Asesinato
Asra fue asesinada el 12 de octubre de 2022, después de que fuerzas vestidas de civil irrumpieran en la escuela secundaria Shahed Girls en Ardabil. Los funcionarios escolares intentaron obligar a los estudiantes a participar en una manifestación progubernamental  donde cantarían "Salam Farmandeh", una canción ideológica que alababa a Ali Khamenei. Algunos de los estudiantes reunidos en la escuela se negaron a participar, en protesta contra el asesinato de Mahsa Amini, el gobierno y el hijab obligatorio. El padre de uno de los estudiantes dijo que profesores y estudiantes gritaban “muerte al dictador”. Funcionarios escolares llamaron a fuerzas de seguridad vestidos de civil y atacaron a los estudiantes, supuestamente los golpearon y arrestaron a 10 de las niñas. Panahi estaba entre los 12 estudiantes que tuvieron que ser trasladados al hospital Fatemi tras el ataque. ella Murió a causa de heridas graves, incluida una hemorragia interna.

## Reacciones
La muerte de Panahi se convirtió en un grito de guerra para las manifestaciones, especialmente en Ardabil, donde los manifestantes exigían el fin de la República Islámica. Se llevaron a cabo protestas y manifestaciones a gran escala en Ardabil por la muerte de Panahi el 15 de octubre de 2022.
Las autoridades han cuestionado las circunstancias de la muerte de Panahi. La cadena de noticias Dana, vinculada al Cuerpo de la Guardia Revolucionaria Islámica, emitió un vídeo de una entrevista con un hombre enmascarado que dijo ser el tío de Panahi. Dijo que Panahi tenía un problema cardíaco congénito y murió en mitad de la noche después de ser trasladada al hospital, subrayando que su muerte "no está relacionada con ninguna manifestación o rebelión". Los funcionarios del gobierno iraní y las agencias de noticias del gobierno afirmaron que Panahi tenía una enfermedad cardíaca. Su tío concedió una entrevista que fue transmitida por la televisión estatal para afirmar que su muerte fue causada por un problema cardíaco, no por las fuerzas de seguridad, similar a las entrevistas de familiares de Nika Shakarami y Sarina Esmailzadeh. El miembro del parlamento de Ardabil, Kazem Musavi, afirmó que Panahi se suicidó.
Hassan Ameli, miembro de la Asamblea de Expertos iraníes e Imam Jumu'ah de Ardabil, dijo en una entrevista que los estudiantes no deberían haber sido llevados a la ceremonia de Salam Farmandeh en Ardabil sin el permiso de sus padres. Negó que Panahi hubiera sido asesinada por las fuerzas de seguridad y apoyó la afirmación de que ella murió de forma natural.
El Consejo Coordinador de Organizaciones Sindicales de Educadores Iraníes informó inicialmente que la muerte de Panahi se produjo como resultado del ataque de fuerzas de seguridad vestidos de civil a la escuela. Horas más tarde, modificaron su declaración para decir que no podían confirmar ni negar la muerte de un estudiante.
Ali Daei, exfutbolista y entrenador iraní, dijo: "El silencio causado por la presión del gobierno contra las protestas y la profanación de los estudiantes de la Universidad Tecnológica de Sharif, donde desarrollé mis bases científicas y de conocimiento en esta institución, ha llevado hoy al ataque contra estudiantes inocentes en las escuelas de Ardabil. Provocó palizas a los estudiantes y el derramamiento de sangre de mis otras hijas en mi ciudad natal, Ardabil; este silencio tiene el precio de la muerte y cada día pone otro calor en el corazón de Irán, lo cual es una traición a la humanidad y a mi país".